# 자두나무
자두나무(plum tree, Prunus salicina)는 쌍떡잎식물 장미목 장미과의 낙엽교목으로  높이 10m에 달하며 나무껍질은 흑갈색으로 불규칙하게 갈라지는 장미과의 갈잎 큰키나무이다. 한반도 중부 지방에서 자라며, 자도(紫桃)나무, 오얏나무(李木)라고도 한다.

## 생태
높이가 10미터에 달하고 작은가지는 적갈색으로 털이 없으며 광택이 있다. 잎은 어긋나며 광피침형 또는 도란형이고 양끝은 뾰족하며 가장자리에 잔 톱니가 있다. 꽃은 4월에 잎보다 먼저 피며, 흰꽃이 보통 3개씩 달린다. 꽃받침조각은 톱니가 약간 있고 꽃잎은 길이 1cm이다.
열매는 난상 원형 또는 구형이고 7월에 황색 또는 자적색으로 익으며, 과육은 연한 황색이다. 핵은 도란형이며 양끝이 약간 좁고 겉이 거칠다.
재배종은 열매의 길이가 7센티미터에 달하는 것도 있다. 한쪽에 홈이 있으며 7월에 황색 또는 자적색으로 익는다.
전 세계에 약 30종이 있는데, 그 중 유용하게 쓰이고 있는 것은 18종으로 유럽·아시아·북아메리카의 3대륙에 분포되어 있다.
자두나무는 병충해에 강하고 토양적응성이 좋아서 한반도 전역에서 재배가 가능하다.
현존하는 자두나무는 1920년 한말 이후부터 개량품종을 도입하여 재배하기 시작하였고, 일부는 1950년대에 미국에서 일본계 자두인 산타로사·윅슨(wickson)·포모사(formosa)·뷰티(beauty) 등을 도입하여 현재까지 재배하고 있다.

## 전해오는 이야기
오얏열매가 거의 대부분 붉은 빛이어서 붉은(紫) 오얏(李)이라는 뜻의 자리(紫李)라고 불렀고 모양이 복숭아 하고 유사하게 생겨서 붉은(紫) 복숭아(桃)라는 의미의 자도(紫桃)라고 부르게 되었는데 언제부터인지 '자도'가 '자두'가 되었다는 것이 현재 전해 내려오는 자두나무의 유래이다.
오얏나무(자두나무)에 얽혀있는 전설은 오얏나무 아래서 태어났다는 노자 탄생부터 시작하여 조선 건국에 이르기까지 많은 이야기가 전해온다. 또한 선비의 정신으로 늘 회자되는 말로 '오얏나무 아래선 갓끈을 고쳐 매지 않는다.(李下不整冠)'는 뜻으로 남에게 의심 받을 일을 하지 않도록 주의하라는 말도 찾아 볼 수 있다.
고려시대 말에 쓰인 《서운관비기(書雲觀秘記)》라는 책에 “이씨가 한양에 도읍하리라”는 기록이 발견되었다는 설이 퍼지고 고려 충숙왕이 크게 걱정하여 한양에 남경부를 설치하고 이씨 성을 가진 사람으로 부윤을 삼아 삼각산 아래 오얏나무가 무성하면 오얏나무를 베기 위해 벌리사를 보냈다는데서 이곳을 “벌리(伐李)”라고 칭하였다는 얘기와 함께 후에 “번리(樊里)”가 되었다는 강북구 번동의 지명유래도 전해 오고 있다.
오얏꽃은 1897년 10월 12일 고종 황제에 의해 왕조의 성씨가 이(李)씨이므로 대한제국 황실의 문양(문장)으로 정해져 사용됐다.

## 같이 보기
- 복숭아나무
- 살구나무
- 아몬드

## 참고 자료
- 이 문서에는 다음커뮤니케이션(현 카카오)에서 GFDL 또는 CC-SA 라이선스로 배포한 글로벌 세계대백과사전의 내용을 기초로 작성된 글이 포함되어 있습니다.